# Saint-Mariens
Saint-Mariens är en kommun i departementet Gironde i regionen Nouvelle-Aquitaine i sydvästra Frankrike. Kommunen ligger i kantonen Saint-Savin som tillhör arrondissementet Blaye. År 2022 hade Saint-Mariens 1 637 invånare.

## Befolkningsutveckling
Antalet invånare i kommunen Saint-Mariens
Referens:INSEE